# Frederica de Hanôver
Frederica de Hanôver (Blankenburg, 18 de abril de 1917 – Madrid, 6 de fevereiro de 1981) foi a esposa do rei Paulo I e Rainha Consorte da Grécia de 1947 até 1964. Era a única filha varoa do príncipe Ernesto Augusto, Duque de Brunsvique e de sua esposa, a princesa Vitória Luísa da Prússia. Além do título de Princesa de Hanôver, Ferderica possuia os títulos de Princesa do Reino Unido e Princesa de Brunsvique-Luneburgo.
Neta do Kaiser Guilherme II e filha do duque Ernesto Augusto de Brunswick, Frederica nasceu poucos meses antes da queda do Império Alemão. Derrubada a família, a criança cresceu entre a Áustria e a Alemanha de Weimar, onde seu pai possuía propriedades importantes. Quando adolescente, Frederica ingressou na Juventude Hitlerista em 1933, antes de partir para completar os estudos nos dois anos seguintes no Reino Unido e depois na Itália. Em Florença, foi recebida pela princesa Helena da Grécia, com quem encontrou o diadoque Paulo. Os dois jovens se apaixonam e se casam dois anos após a restauração da monarquia na Grécia. Nos anos que se seguiram, Frederica deu à luz três filhos, Sofia em 1938, Constantino em 1940 e Irene em 1942.
Durante a Segunda Guerra Mundial, a Grécia foi ocupada pelas forças do Eixo. Frederica e seus filhos encontraram refúgio na África do Sul em 1941 e depois no Egito em 1943, enquanto Paulo passava a duração do conflito com o rei Jorge II, entre Londres e Cairo. Quando a guerra acabou, a ascensão do comunismo na Grécia impediu a família real de retornar a Atenas por um tempo. Um referendo, no entanto, permite a restauração de Jorge II em 1946. Um ano depois, Paulo por sua vez ascende ao trono e Frederica torna-se rainha dos Helenos. Porém, neste momento, a Grécia se confronta com a guerra civil (1946-1949) e o soberano vai várias vezes à frente para mostrar o apoio da dinastia ao exército. Frederica também organiza ajuda aos refugiados criando uma fundação e uma rede de "aldeias infantis", acusadas pela oposição de servir principalmente aos interesses da coroa. Uma vez restaurada a paz, o casal real viajou pelo país e fez muitas viagens oficiais ao exterior, estabelecendo assim uma diplomacia paralela. A rainha também está tentando desenvolver o turismo internacional, convidando representantes de famílias reais europeias para viajar pela Grécia durante o “cruzeiro dos reis” (1954). No entanto, os soberanos também intervêm diretamente na vida política grega, o que contribui para degradar sua imagem junto à população.
Após a morte de Paulo I em 1964, Frederica aparece como a eminência cinzenta de seu filho Constantino II. Cada vez mais impopular, a rainha viúva pode retirar-se ostensivamente da vida pública após o casamento do jovem rei com Ana Maria da Dinamarca. No entanto, continua sujeita a ataques da oposição, que a vê como a pessoa responsável pelas tensões entre o palácio e o governo de Georgios Papandréou (1964-1965). A instauração da ditadura dos coronéis em 1967 acabou manchando a imagem da rainha viúva, que alguns acusam de ter organizado a derrubada da democracia. Levada da Grécia com sua família em dezembro de 1967, Frederica passou os anos seguintes na Itália, antes de se mudar para a Índia em 1969 e depois para a Espanha em 1978. Apaixonada pelo misticismo quântico e espiritualidade hindu, a ex-soberana empreende uma longa busca espiritual com o professor T.M.P. Mahadevan. Frederica morreu após uma operação benigna em Madrid em 1981 e o seu funeral em Tatoï deu origem a negociações espinhosas entre os governos espanhol e grego.

## Primeiros anos

### Uma primeira infância entre guerra e revolução

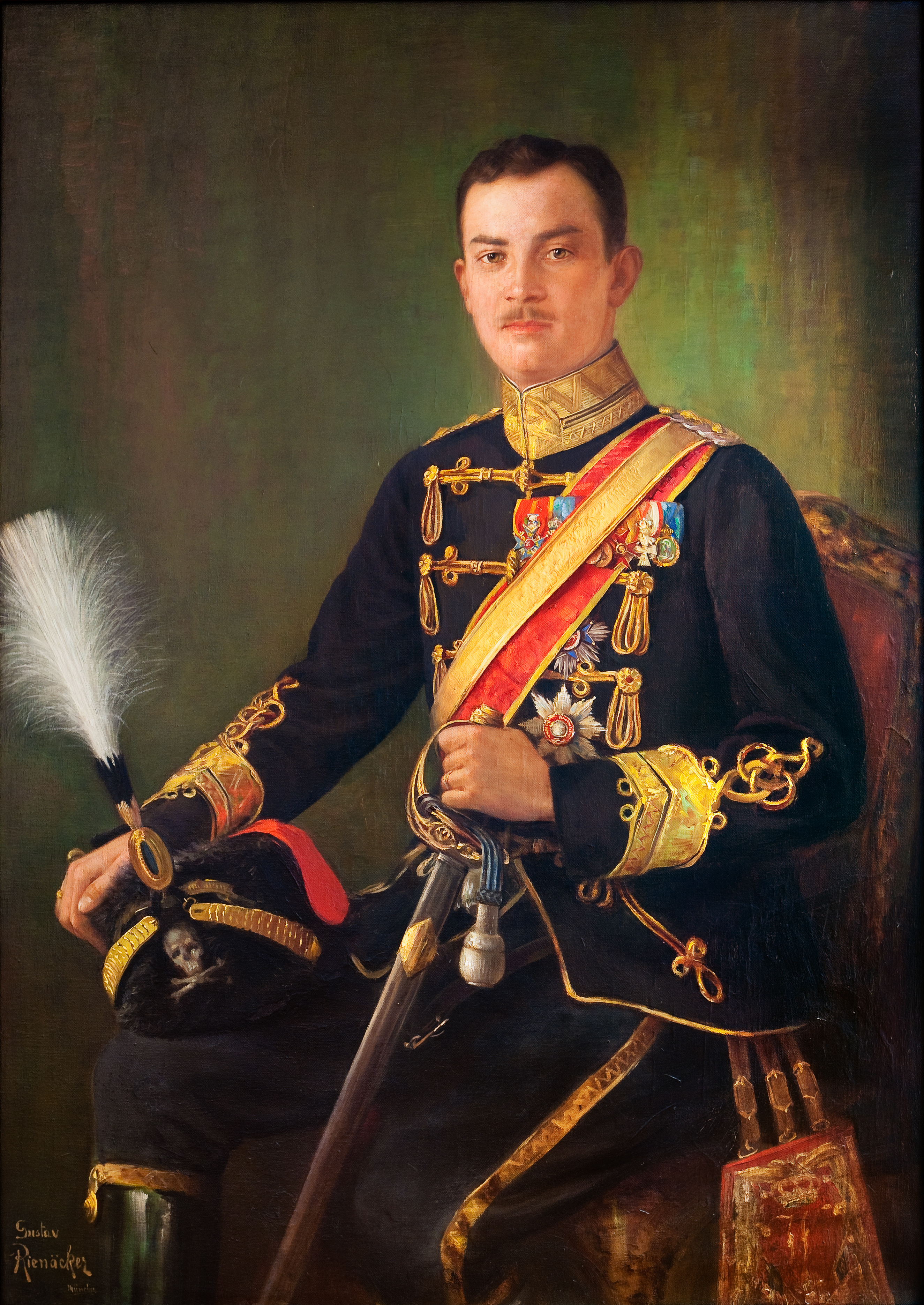
O duque de Brunswick, pai de Frederica, por Gustav Rienäcker em 1916.

A princesa Frederica, integrante da dinastia anglo-germânica de Hanôver, nasceu em plena Primeira Guerra Mundial, em 18 de abril de 1917, no castelo de Blankenburg. Na época, seu pai, Ernesto Augusto, ainda reinava sobre o pequeno Ducado de Brunswick, que por sua vez era membro do Império Alemão. Apesar de suas origens inglesas, o príncipe estava, portanto, em guerra com a Grã-Bretanha desde 1914 e seu primo, o rei Jorge V do Reino Unido, o privou, junto com sua família, de seus títulos e pariatos britânicos, após a votação de um ato do parlamento em novembro de 1917. Nascida princesa da Grã-Bretanha e da Irlanda, Frederica, portanto, só deteve esse título por alguns meses, embora permanecesse, por toda a vida, na ordem de sucessão ao trono da Inglaterra.
Em novembro de 1918, uma revolução abalou a Alemanha e Kaiser Guilherme II, o avô materno de Frederica, foi para o exílio nos Países Baixos. No processo, um conselho de soldados forçou o duque Ernesto Augusto a renunciar ao poder (8 de novembro) e os hanoverianos se refugiaram em seu domínio de Gmunden, na Áustria. Assim que a calma voltou à Alemanha, a família recuperou a maior parte de sua fortuna e voltou a ficar parte do ano em seu antigo ducado, onde conquistou notavelmente os castelos de Blankenburg e Marienburg. Os hanoverianos então retomaram seu antigo modo de vida e frequentaram regularmente as outras dinastias alemãs e europeias. A cada ano, Frederica se reúne assim com seu tio-avô, Príncipe Valdemar da Dinamarca, e Príncipe Jorge da Grécia, por ocasião das caçadas organizadas pelos Hanôver, em Gmunden.

### Uma princesa de temperamento forte

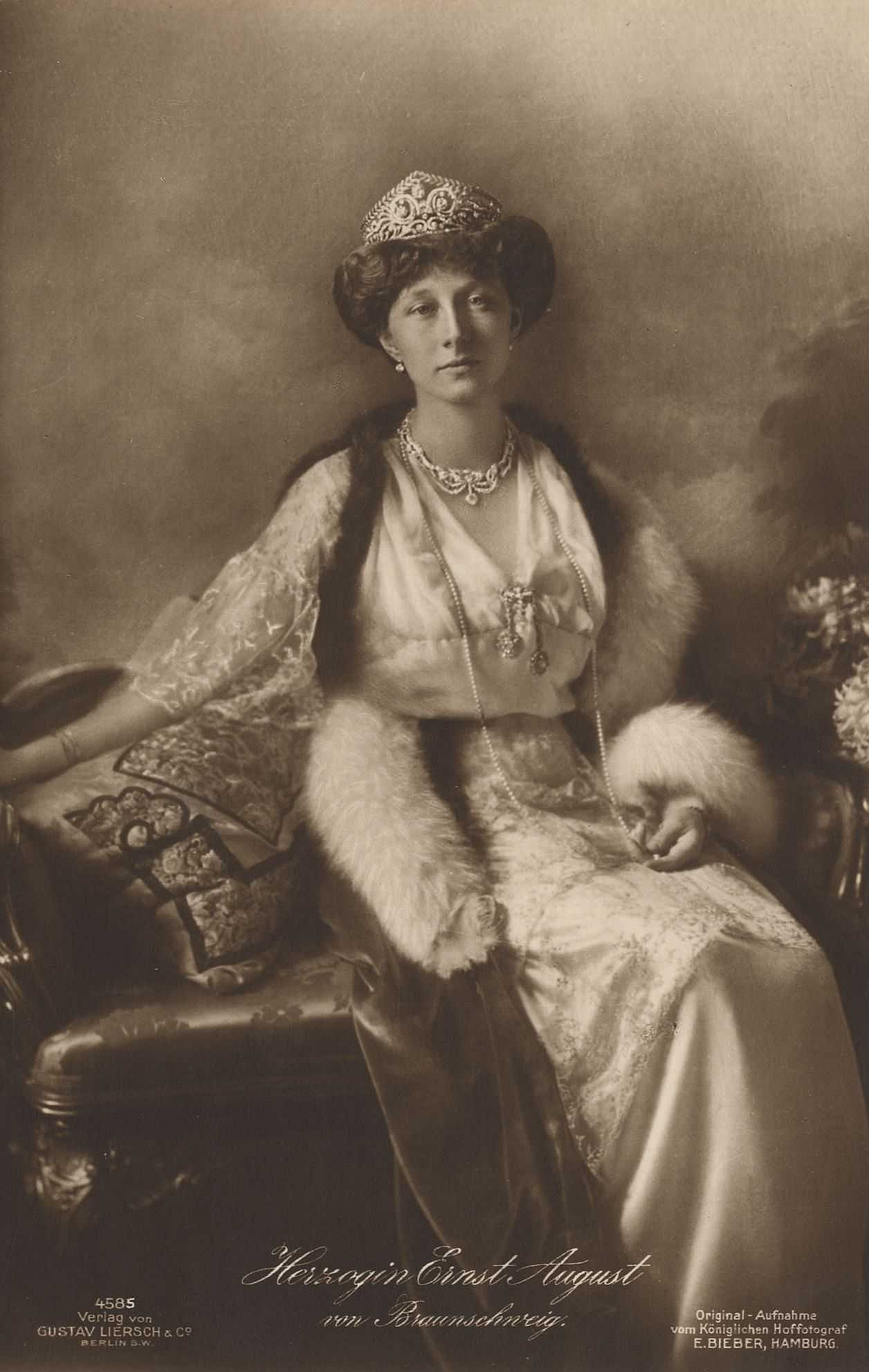
A Duquesa de Brunswick, mãe de Frederica, em 1918.

Única garota em uma família de quatro meninos (Ernesto Augusto, Jorge Guilherme, Cristiano e Guelf-Henri), Frederica cresceu em uma família amorosa, mas distante. Ela só via os pais na hora das refeições ou da oração e sua educação é em grande parte confiada a governantas. Com a mãe, porém, a menina faz longos passeios de bicicleta e gosta de andar a cavalo, o que ela adora. A criança também tem uma relação especial com a avó paterna, a princesa Tira da Dinamarca, que a compreende perfeitamente.
Ao crescer, Frederica desenvolve uma personalidade forte. Ela se deixa levar pelas emoções e não tem a língua no bolso, o que às vezes a coloca em apuros. Teimosa, mas corajosa, ela adora subir em árvores e facilmente se torna uma moleca. Até os dezessete anos recebeu uma educação conservadora marcada pelo luteranismo, que lhe foi incutida por uma professora alemã e uma governanta inglesa. Apaixonada por literatura e filosofia, a princesa deve saciar suas paixões em segredo, pois sua leitura é estritamente controlada por sua governanta.
Depois que os nazistas chegaram ao poder, Frederica foi forçada, como todos os jovens alemães de sua geração, a se juntar à Juventude Hitlerista. A experiência não a agrada, principalmente porque a adolescente odeia usar o uniforme. No entanto, pela primeira vez, ela se permitiu conhecer outros jovens de sua idade. Seja como for, a participação de Frederica na organização e as ligações, reais ou supostas, de vários membros de seu parentesco com o movimento nacional-socialista contribuem em grande medida para manchar a imagem da jovem, uma vez que ela se tornou rainha dos Helenos.

## Casamento
Em 1936, Paulo, Príncipe Herdeiro da Grécia, pediu Frederica em casamento em Berlim quando ela se encontrava lá para assistir aos Jogos Olímpicos de 1936. O noivado foi anunciado oficialmente a 28 de setembro de 1937. O casamento realizou-se no dia 9 de janeiro de 1938 em Atenas. Paulo era filho do rei Constantino I da Grécia e da sua consorte, Sofia da Prússia, tia-avó de Frederica.
Durante os primeiros tempos de casamento, o casal residiu na Villa Psychiko, nos subúrbios de Atenas. Dez meses depois da união nasceu a primeira filha do casal, Sofia, a 2 de novembro de 1938. A 2 de junho de 1940 nasceu o filho e herdeiro, Constantino. Em 1942 nasce sua filha Irene de Grécia e Dinamarca.

## Personalidade
Frederica era atraente e inteligente, mas também autocrática. A sua franqueza e constante interferência política foram duramente criticadas e tiveram um papel significativo na subida do poder da República Grega. Tanto na Grécia como no Reino Unido, ela era um alvo da oposição. Muito se escreveu sobre o seu sentimento pró-germânico e sobre o facto de ela ter pertencido a um ramo do Bund Deutscher Mädel, o lado feminino da Juventude Hitlerniana, esquecendo o facto de que a ingressão neste movimento era obrigatória. Muito menos conhecido era o seu lado espiritual que, finalmente, a levou a aceitar o não-dualismo ou o monismo absoluto de Adi Shankara como filosofia de vida.

## Segunda Guerra Mundial e exílio
No auge da Segunda Guerra Mundial em abril de 1941, a família real grega foi evacuada para Creta. Pouco depois as forças alemãs invadiram Creta. Frederica e a família foram novamente evacuados, instalando uma sede de governo-em-exílio em Londres. Durante o exílio, o rei Jorge II da Grécia e a restante família real instalaram-se no sul de África. Foi lá que nasceu a última filha de Frederica e Paulo, Irene, a 11 de maio de 1942. O líder sul-africano, general Jan Smuts, foi um dos padrinhos.
A família instalou-se no Egipto em fevereiro de 1944.
No dia 1 de setembro de 1946 a população grega decidiu através de um referendo restaurar o trono grego ao rei Jorge. O príncipe e princesa herdeiros regressaram à sua Villa em Psychiko.

## Reinado do marido
A 1 de abril de 1947, Jorge II da Grécia morreu e o marido de Frederica subiu ao trono como Paulo da Grécia, tornando-a rainha consorte do país. A instabilidade política causada por Comunistas no norte do país levou ao rebentar da Guerra Civil Grega. O rei e a rainha percorreram o norte grego debaixo de fortes medidas de segurança e tentaram apelar ao fim do conflito durante o verão de 1947.

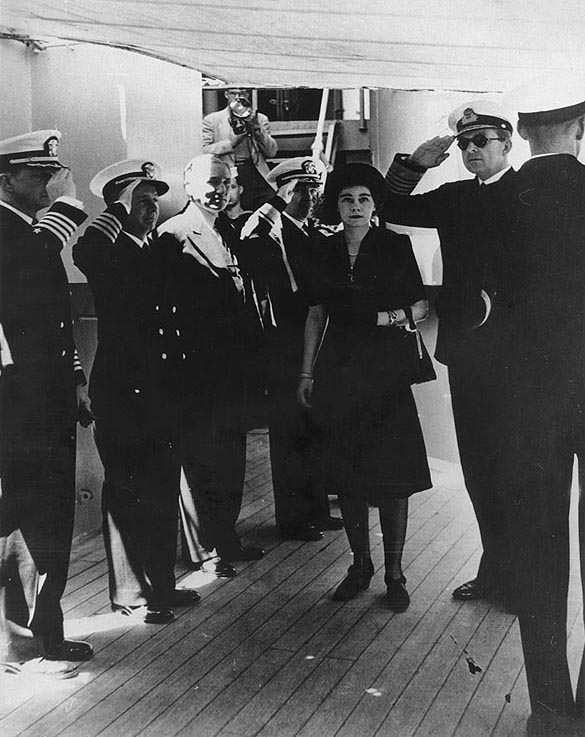
Frederica e Paulo visitando o cruzador, em Atenas,
por volta de maio de 1947

Estandarte pessoal da Rainha Frederica

Durante a Guerra Civil, a rainha Frederica criou os Campos da Rainha, também conhecidos por Cidades das Crianças (Παιδο(υ)πόλεις), uma rede de 53 campos por toda a Grécia onde ela reuniu maioritariamente órfãos e crianças de origens humildes. Estes campos ofereciam abrigo, alimentação e educação para crianças dos 3 anos até à adolescência.
Existe discussão quanto ao propósito destes campos como propaganda monárquica através de um programa educacional. Os campos da rainha eram uma forma de proteger as crianças vitimas da guerra civil. Algumas fontes comunistas sempre insistiram que muitas das crianças destes campos foram adoptadas ilegalmente por famílias americanas.
A Guerra Civil Grega terminou em agosto de 1949. Os soberanos aproveitaram a oportunidade para fortificar a monarquia. Visitaram oficialmente o marechal Josip Broz Tito em Belgrado, os presidentes Luigi Einaudi da Itália em Roma, Theodor Heuss da Alemanha Ocidental, Bechara El Khoury do Líbano, o imperador Selassie I da Etiópia, Chakravarthi Rajagopalachari da Índia, o rei Jorge VI do Reino Unido e foram convidados do presidente Dwight D. Eisenhower nos Estados Unidos. Contudo a popularidade da rainha na Grécia e no Reino Unido estava debaixo de fogo, principalmente devido à sua participação no Bund Deutscher Madel durante a sua adolescência.
No dia 14 de dezembro de 1953, Frederica apareceu na revista "Life" como convidada americana. Nesse ano foi também a capa da revista "Time". A 14 de maio de 1962 a sua filha mais velha, a princesa Sofia da Grécia e da Dinamarca, casou-se em Atenas com o príncipe Juan Carlos da Espanha (mais tarde rei Juan Carlos da Espanha).

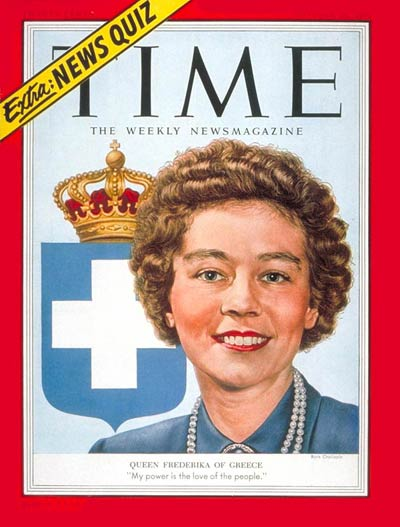
Frederica na capa da revista Time, em 26 de outubro de 1953

## Reinado do filho
Em 6 de março de 1964, o rei Paulo morreu de câncer. Quando seu filho, o novo rei, casou -se com a princesa Ana Maria da Dinamarca no final do mesmo ano, em 18 de setembro, a rainha Frederica se afastou da maioria de seus deveres públicos em favor da nora. Ela permaneceu uma figura de controvérsia e foi acusada pela imprensa de ser a "eminência parda" por detrás do trono.
Retirou-se para o campo, onde viveu uma vida quase reclusa. No entanto, ela continuou a participar de eventos reais voltados para a família, como o batismo de seus netos na Espanha e na Grécia.

## Segundo exílio
Os confrontos do rei Constantino II com o primeiro-ministro democraticamente eleito Geórgios Papandréu foram citados pelos críticos como a causa da desestabilização que levou a um golpe militar em 21 de abril de 1967 e à ascensão do regime dos coronéis.[carece de fontes?] Diante de uma situação difícil, o rei Constantino inicialmente colaborou com a ditadura militar,[carece de fontes?] jurando em seu governo sob um primeiro-ministro monarquista. Mais tarde naquele ano, ele tentou um contra-golpe na tentativa de restaurar a democracia, cujo fracasso o forçou ao exílio. Depois disso, a junta nomeou um regente para executar as tarefas do monarca exilado.
Em 1971, Frederica publicou uma autobiografia, A Measure of Understanding.
Em 1 de junho de 1973, a junta aboliu a monarquia grega sem o consentimento do povo grego e, em seguida, tentou legitimar suas ações por meio de um plebiscito de 1973 que era amplamente suspeito de ser fraudado. O novo chefe de estado tornou-se presidente da Grécia, Geórgios Papadópulos.
A ditadura terminou em 24 de julho de 1974 e a monarquia constitucional nunca foi restaurada. Um plebiscito foi realizado em 8 de dezembro de 1974, no qual Constantino (que só pôde fazer campanha de fora do país) admitiu livremente seus erros passados, prometeu apoiar a democracia e, em particular, prometeu manter sua mãe Frederica afastada da política grega. No entanto, 69% dos gregos votaram para tornar a Grécia uma república democrática.

## Morte

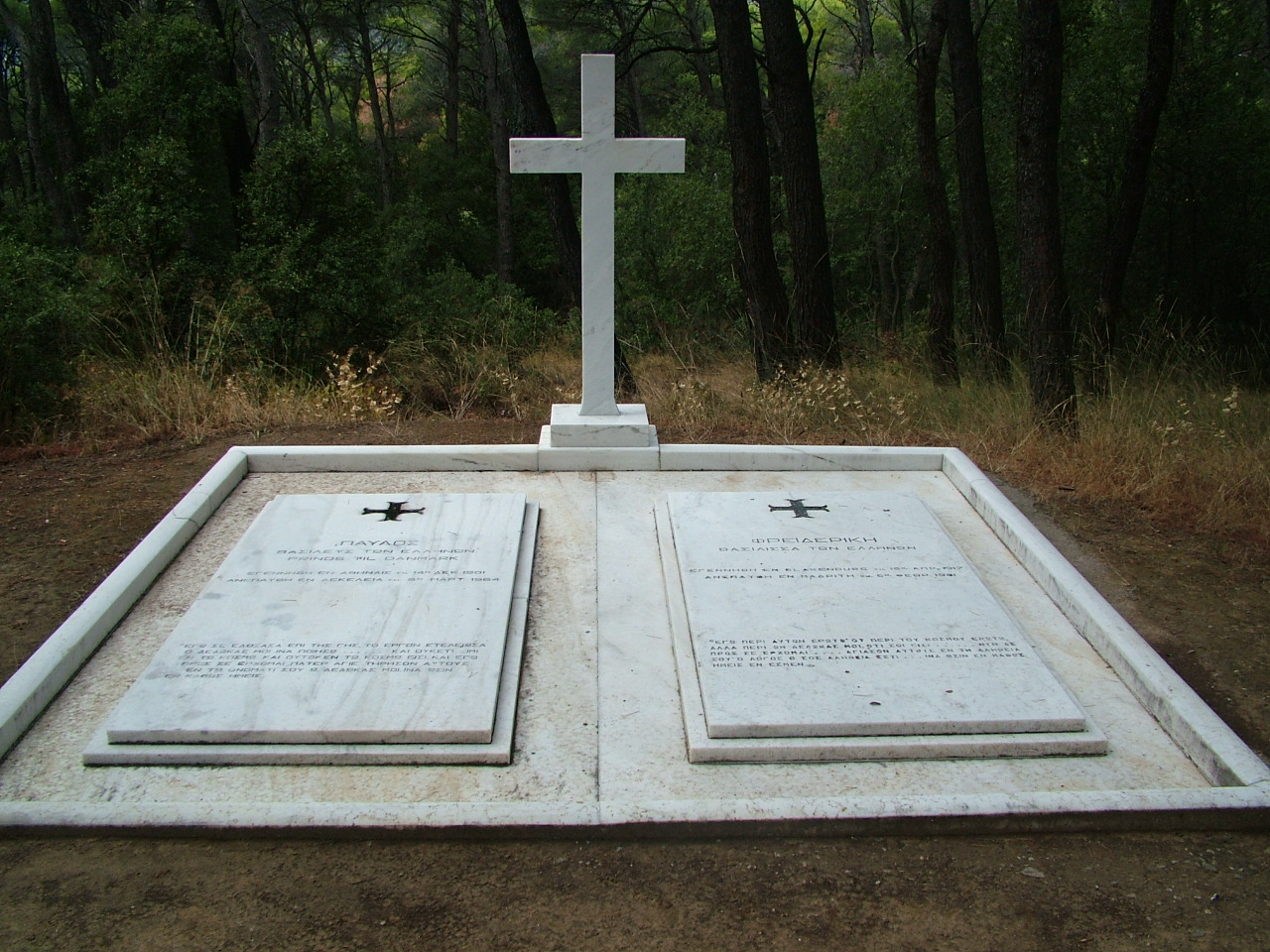
Tumbas do Rei Paulo I e da Rainha Frederica em Tatoï

Com o passar dos anos, a saúde de Frederica piorou. Ela estava surda há muito tempo e também sofria de problemas cardíacos. No início da década de 1980, a ex-rainha dos helenos, porém, decidiu operar as pálpebras, seja por problemas de visão, como seus parentes explicaram mais tarde, ou por simples considerações estéticas, como alegou a imprensa. Tendo seu médico britânico se recusado a operar por causa de seus problemas cardíacos, ela recorre ao Dr. Carlos Zurita, cunhado do rei Juan Carlos I. A pedido da rainha viúva, ele concordou em prosseguir com a operação sem que nenhum membro das famílias reais da Grécia e da Espanha fosse informado. No entanto, Frederica não sobreviveu à anestesia e morreu, sozinha, em uma clínica de Madrid, na noite de 6 de fevereiro de 1981.
Uma vez registrada a morte, o corpo da soberana foi transferido para Zarzuela, onde os parentes da ex-soberana se reúnem rapidamente. Um funeral corpore insepulto foi então celebrado no palácio pelo metropolita grego da França Mélétios. Ao mesmo tempo, negociações diplomáticas são conduzidas pelo governo espanhol para persuadir Atenas a autorizar a repatriação dos restos reais para Tatoï, mas as negociações são tão difíceis que Madrid considera, por um momento, enterrar Frederica no Escorial. Finalmente, as autoridades gregas aceitam que a ex-rainha fique com seu marido e também permitem que a proibição de Oldenburg entrar no país seja suspensa por algumas horas. Este gesto, embora limitado na direção da ex-família real, irritou a esquerda grega e forçou o Ministro das Relações Exteriores a justificar publicamente sua decisão.
Ao mesmo tempo, o governo espanhol forneceu a Constantino II um avião especial para transportar os restos mortais da rainha viúva. Seu funeral, com a presença de representantes da maioria das famílias reais europeias, foi finalmente organizado em 12 de fevereiro, sem que a imprensa ou o público em geral pudessem comparecer. Terminada a cerimônia, os Oldenburgs voltaram ao exílio e somente em 1993 o rei deposto pôde voltar à Grécia.

## Honras
Nacionais (Grécia)
- Grã-Cruz da Ordem do Redentor
- Grã-Cruz da Ordem das Santas Olga e Sofia
- Grã-Cruz da Ordem da Beneficência
- Dama da Real Decoração da Casa Real Grega (Primeira Classe)

Estrangeiras
- Dinamarca, Ordem Real do Elefante[29]
- Itália, Ordem do Mérito da República Italiana[30]
- Vaticano, Medalha Benemerenti
- Tailândia, Ordem da Casa Real de Chakri